# Geréb József
Geréb József, 1881-ig Geiger (Szabadka, 1861. május 1. – Budapest, 1930. június 6.) bölcseleti doktor, irodalomtörténész és főgimnáziumi tanár.

## Életrajza
Geiger Salamon és Krammer Terézia fia. A gimnáziumot szülővárosában végezte. 1878 és 1882 között a Budapesti Tudományegyetemen filológiai és filozófiai előadásokat hallgatott. 1883. június 7-én bölcseleti doktorrá avatták. Még 1882-ben tanári vizsgát tett és Szabadka város megválasztotta a községi főgimnáziumhoz tanárrá, de vallása miatt (izraelita volt) ezen választás ellen nehézségeket támasztottak és így nem foglalhatta el állását. Időközben a budapesti gyakorló főgimnáziumban működött. 1885-ben Trefort Ágoston miniszter az egyetem ajánlatára külföldi tanulmányútra küldte s Berlinben, Münchenben és Párizsban előadásokat hallgatott és a múzeumokat tanulmányozta. 1885-ben a losonci állami főgimnáziumhoz helyettes tanárrá nevezték ki. 1888-ban rendes tanár lett. Később az Izraelita Leánygimnáziumban tanított, illetve a Tanárképző Intézet igazgatója volt.
Programértekezései a budapesti gyakorló főgimnázium Értesítőjében (1883. Részletek a Herodotoshoz való praeparatiókból), a losonczi főgymnasium Értesítőjében (1886. Sinon csele Vergilius Aeneisében), az Egyetemes Philológiai Közlönyben (1885. Restauratiók a berlini olympiai múzeumban), a Magyar Tanügyben (1886. A latin és görög nyelv kérdése), a Fővárosi Lapokban (1894. A toilette bölcsészete.)
Első felesége Taussig Gizella volt, akitől két fia született: Geréb Andor mérnök és Geréb István orvos.
Második házastársa Komlós Melánia (1872–?) volt, Komlós Ignác és Kis Gabriella lánya, akit 1912. augusztus 8-án Budapesten, a Terézvárosban vett nőül.
Temetése a Farkasréti izraelita temetőben volt, a Budai Izraelita Hitközség által felajánlott díszsírhelyen.

## Munkái

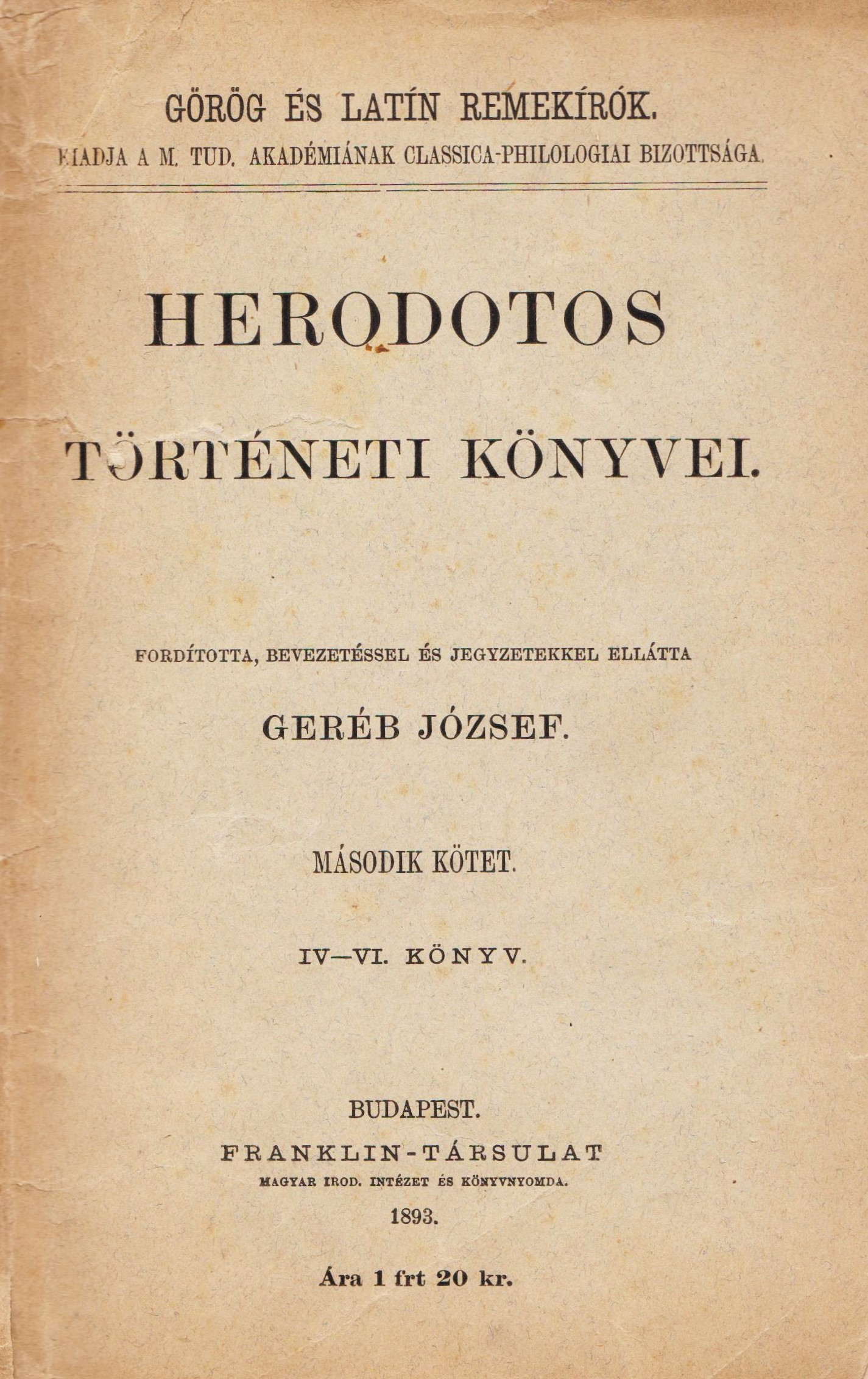

- Herodotos vallási és ethikai elvei. Budapest, 1883. (Bölcselet-doktori értekezés.)
- Aristoteles Poëtikája bevezetéssel és jegyzetekkel. Budapest, 1891. (Olcsó Könyvtár 287. sz.)
- Görög vallás és művészet. Segédkönyv az irodalom- és művelődéstörténeti tanításhoz. Budapest, 1891. (Ismertetés az Egyetemes Philologiai Közlönyben)
- Herodotos történeti könyvei. Budapest, 1892-1893. 3 kötet. (Görög és latin remekirók, bevezetéssel és jegyzetekkel, görög és magyar szöveggel. A Magyar Tudományos Akadémia klasszika filológia bizottsága által kiadva.)
- Az Olympos, görög-római mythologia. Budapest, 1893.
- A római kultúra legjelentősebb vonásai. Budapest, 1917.
- A görög szellem Európa kulturájában. Budapest, 1921.